# Giulia di Corsica
Giulia (Cartagine, 420 – Nonza, 450) è stata una martire cristiana, venerata come santa dalla Chiesa cattolica che l'ha dichiarata patrona della Corsica e di Livorno; viene ricordata il 22 maggio.

## Agiografia
(Ad Vesperas)
Le poche informazioni su Giulia provengono da una Passio del VII secolo, scritta secoli dopo la sua morte intrecciando i dati biografici con i topoi propri dell'agiografia, e dalla tradizione orale corsa. Giulia apparteneva forse a una nobile e aristocratica famiglia romana, la gens Iulia.

### LaPassio

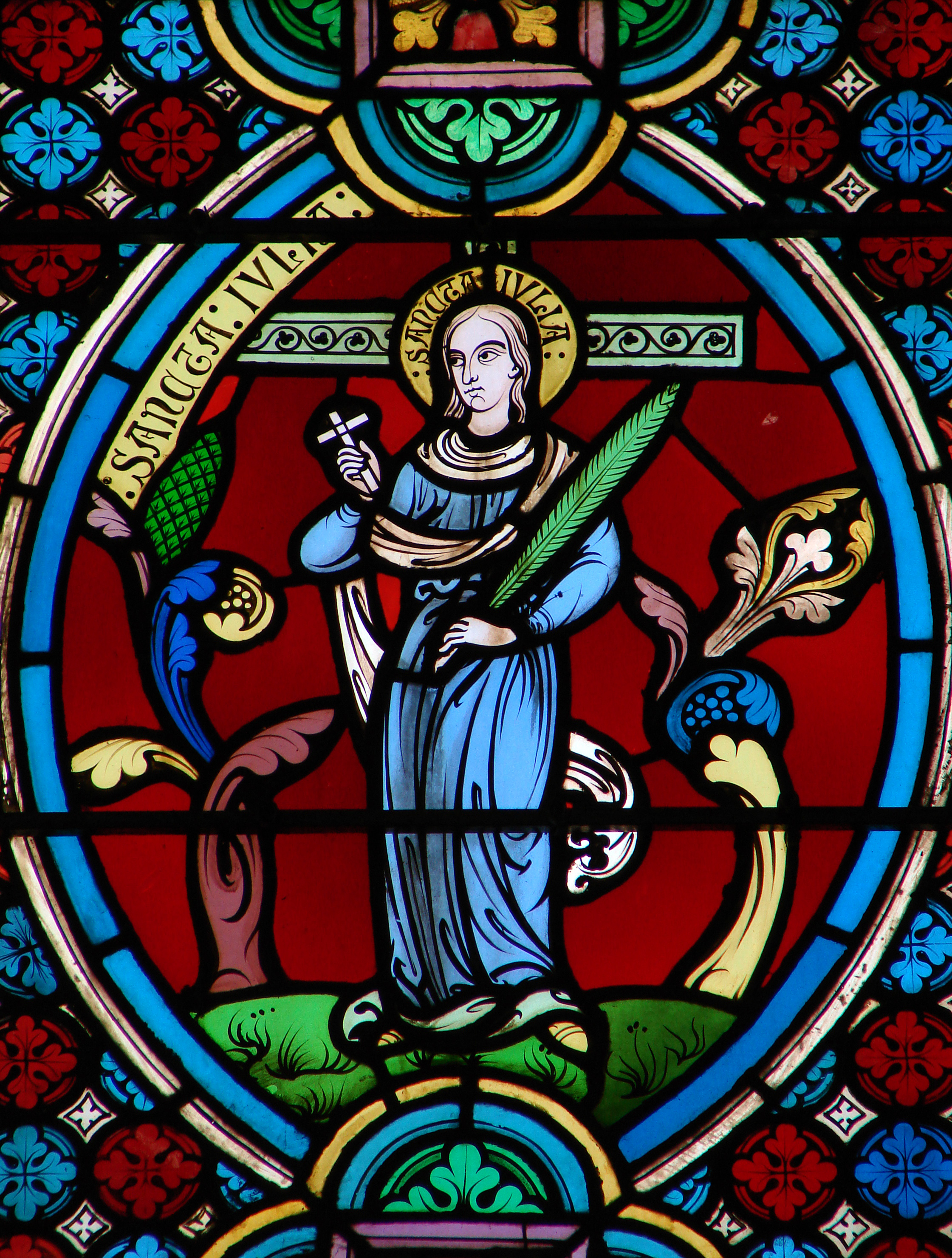
Santa Giulia nel dettaglio d'una vetrata della cattedrale di Meaux

Riferisce la Passio che Giulia era una ricca e nobile donna della città di Cartagine, che cadde in rovina e che, schiava, venne acquistata da un mercante siriano di nome Eusebio, che le fece girare il mondo insieme a lui. In uno di questi viaggi, la nave di Eusebio naufragò sulle coste della Corsica, dove regnava un infido despota che si faceva chiamare governatore, e il cui nome era Felice. I naufraghi, disperati, fecero sacrifici agli dei, mentre Giulia si rifiutò in quanto era di religione cristiana. Il governatore Felice aveva puntato gli occhi su quella dolce e bella schiava, e chiese al mercante Eusebio di poterla acquistare. Alla risposta negativa del mercante, Felice si adirò non poco, e una sera, approfittando di un'ubriachezza del mercante siriano, si fece portare dinnanzi a Giulia, promettendole la libertà dalla condizione di schiava se avesse fatto un sacrificio agli dei. Allora la donna avrebbe risposto: «Io sono già libera servendo Gesù Cristo mio Signore, mentre non potrei mai esserlo se servissi i vostri idoli pagani». Il governatore, seccato, tentò più volte di convincerla, ma alla fine, ricevendo l'ennesima risposta negativa, ordinò che, il giorno seguente, alla schiava venissero strappati i capelli, che venisse flagellata, e da ultimo che fosse crocifissa come il Dio che ella amava. Quella notte, alcuni monaci abitanti dell'isola di Gorgona vennero informati in sogno di quello che sarebbe accaduto a Giulia la mattina successiva e si affrettarono quindi al risveglio con le loro barche a raggiungere il luogo del martirio; giunti a poche centinaia di metri dalla costa della Corsica, avvistarono la croce a cui era inchiodata alle mani e ai piedi la povera donna e videro che, fissata alla croce, vi stava una carta con la storia del martirio e il suo nome, Giulia. Questa carta, a detta dei monaci che recuperarono il corpo dell'infelice, era stata scritta «da mani angeliche». Successivamente il cadavere venne trasportato alla Gorgona e lì unta di oli aromatici, ripulita e deposta in un sarcofago.

### Il racconto tradizionale corso

La crocifissione di Santa Giulia, di Hieronymus Bosch

La versione corsa proviene dalla tradizione orale, riportata da cronisti locali come Vitale, Colonna o Fra Paolo Olivese. Giulia nacque a Nonza, un piccolo paese sulla punta ovest di Capo Corso, nel III secolo. In quegli anni, particolarmente feroci erano state le persecuzioni contro i cristiani, e l'ormai decadente Impero romano, nel tentativo di risollevare dalle ceneri le vecchie divinità pagane, nel 303 organizzò grandiose feste nelle quali fu invitata a partecipare tutta la popolazione. In particolare, molte donne furono inviate per onorare il pantheon latino, e fra esse vi era anche Giulia. Quando le venne ordinato d'inchinarsi di fronte alla statua di Giove, ella si rifiutò ed andò ad inginocchiarsi a pregare davanti alle porte chiuse di una chiesa. Questo fece infuriare i presenti, che le imposero di rinnegare la sua fede cristiana. Al suo netto rifiuto, la condannarono al supplizio della croce. Ma, vedendo la calma e la serenità della santa, le strapparono i seni e li gettarono davanti ad un masso. Dopodiché la crocifissero. Ai piedi della pietra lo stesso giorno cominciò a sgorgare una sorgente calda, dove venne costruita una cappella che ancora oggi si può ammirare a Nonza, di cui santa Giulia è patrona.

### Traslazione delle reliquie
Si ritiene che le reliquie di santa Giulia furono primariamente custodite a Nonza e poi prelevate, in epoca altomedievale, dai monaci benedettini di Gorgona. Nel 762, la moglie di Desiderio, l'ultimo re dei Longobardi, volle che le reliquie della santa fossero portate da Gorgona nella città di Brixia, oggi Brescia, e nel 763 d.C. papa Paolo I, secondo alcuni, avrebbe dedicato alla martire una chiesa. Attualmente, le reliquie della santa riconosciute dalla Chiesa si trovano in tre città: a Nonza, che possiede due vertebre e una parte del cranio, a Livorno, dove sono conservati un dito e pochi frammenti ossei e a Brescia, che è in possesso della gran parte dei resti, oggi custoditi nella chiesa parrocchiale dedicata alla santa nel Villaggio Prealpino, quartiere alla periferia nord della città.

## Culto
Il Martirologio Romano segnala al 22 maggio: «Nell'isola di Corsica, commemorazione di santa Giulia, vergine e martire», mentre non è presente nella Legenda Aurea. Il menologio Vite dei santi del metropolita Demetrio di Rostov, un testo del protoiereus Ioann Nikolaevič Bucharev e un volume della scrittrice russa Aleksandra Nikolaevna Bachmeteva, riportano al 16 luglio del calendario giuliano (29 luglio del calendario gregoriano) la commemorazione di santa Giulia.